# Péloponnèse (périphérie)
Pour l’article homonyme, voir Péloponnèse.
Le Péloponnèse constitue l'une des treize régions de la Grèce, appelées périphéries. Avec 21 379 km2, elle couvre une part importante de la péninsule du Péloponnèse. La périphérie regroupe cinq des sept districts régionaux de la péninsule. Seuls deux districts régionaux situés au nord-ouest de celle-ci sont rattachés à la périphérie de Grèce-Occidentale. Cependant, depuis le programme Kallikratis de 2011, le Péloponnèse a retrouvé un semblant d'unité administrative au sein du Diocèse décentralisé du Péloponnèse-Grèce occidentale-Îles Ioniennes.
Cette périphérie est divisée en cinq districts régionaux :
- Arcadie
- Argolide
- Corinthie
- Laconie
- Messénie

Seuls les districts régionaux d'Achaïe et d'Élide, dans le nord-ouest de la péninsule, sont rattachés à la périphérie de Grèce-Occidentale, tandis que les dèmes de Trézénie et Poros sont rattachés au district régional des Îles (périphérie de l'Attique).